# Nathan Sheron
Nathan Sheron (* 4. Oktober 1997 in Whiston) ist ein englischer Fußballspieler, der bei Fleetwood Town unter Vertrag steht.

## Karriere
Nathan Sheron wurde im Jahr 1997 in Whiston etwa 12 km östlich von Liverpool geboren. Seine Fußballkarriere begann er beim FC Liverpool, für den er bis 2016 spielte. Für die „Reds“ kam er zu keinem Einsatz bei den Profis. Stattdessen unterschrieb er im Juni 2016 einen Vertrag beim englischen Drittligisten Fleetwood Town. Sein neuer Verein verlieh ihn ab November desselben Jahres an den FC Chorley in die National League North. Bis zum Ende der Spielzeit 2016/17 absolvierte er zwei Spiele. Von Oktober bis November 2017 war er als Leihspieler beim FC Chester beschäftigt. Dabei kam er dreimal in der National League zum Einsatz.
Nach seiner Rückkehr nach Fleetwood gab er sein Debüt bei den Profis, als er am 8. November 2017 bei einem 2:1-Auswärtssieg in der EFL Trophy gegen Carlisle United in der Startelf stand. Zwei weitere Einsätze folgten in diesem Wettbewerb im Dezember 2017 und Januar 2018. Sheron erreichte mit Fleetwood das Viertelfinale als das Team gegen Yeovil Town verlor. Dazwischen war er vom 7. Dezember 2017 bis 6. Januar 2018 an den FC Southport in die National League North verliehen. Dabei gelang ihm in fünf Spielen ein Tor gegen seinen früheren Leihverein aus Chorley.
In der Saison 2018/19 kam er bei Fleetwood unter Joey Barton regelmäßig zum Einsatz und absolvierte wettbewerbsübergreifend 33 Spiele. Nachdem die Saison abgelaufen war, blieb er bis Januar 2020 ohne ein weiteres Spiel, woraufhin er für ein halbes Jahr an den Viertligisten FC Walsall verliehen wurde.
In der Saison 2020/21 ist er an den FC St. Mirren nach Schottland verliehen. Es besteht eine Rückholoption im Januar 2021 von Seiten des englischen Vereins.